# أنتوني هايد
أنتوني هايد (بالإنجليزية: Anthony Hyde)‏ (1946، أوتاوا في كندا)؛ روائي كندي.